# Странка европских конзервативаца и реформиста
Странка европских конзервативаца и реформиста (енгл. European Conservatives and Reformists Party), (до јула 2019. Алијанса конзервативаца и реформиста у Европи, АКРЕ), (до октобра 2016. Алијанса европских конзервативаца и реформиста, АЕКР) је Европска политичка партија и посланичка група у Европском парламенту. АКРЕ је оријентисана ка конзервативизму и благом евроскептицизму.
Основана је 1. октобра 2009. након избора у јуну. Међу најбитнијим члановиме броје се британски Конзервативци, пољско Право и правда и чешка Грађанска демократска странка. Партија ЕКР има тренутно 59 европских посланика.